# زورق دابور
زورق دورية فئة دابور (بالعبرية: דבור، دبور) هو فئة من زوارق الدورية التي بُنيت لصالح البحرية الإسرائيلية في حوض سيوارت لبناء السفن (سويفتشيبس حالياً) في الولايات المتحدة. ساهمت شركة صناعات الفضاء الإسرائيلية في بناء هذه السفن البحرية أيضاً.

## التصميم
تملك فئة دابور إزاحة قدرها 35 طناً (45 طناً بالحمولة) ويبلغ طول الزورق منها 19.80 م (65.0 قدماً)، وبعُرض 5.80 م (19.0 قدماً) وغاطس 1.8 م (5 قدماً و11 بوصة) وهيكله مصنوع من الألمنيوم. وبالإمكان تشغيله من طاقم مكون من ستة إلى ثمانية ضباط وبحارة.
نزل أول زورق دابور إلى الماء في 1970، بمجمل 12 زورقاً بنتها سويفتشيبس في مورغان سيتي، لويزيانا و22 زورق آخر بنتهم آي إيه آي-رامتا بإجمالي 34. وقد صُممت زوارق هذه الفئة لتكون خفيفة ويمكن حملها براً. وهي ذات قدرة جيدة على العمل في ظروف الطقس القاسي، ومع ذلك لم تعتبر سريعة بما يكفي للتعامل مع قدرات التهديد الحالية وخرجت تدريجياً من خدمة البحرية الإسرائيلية وحلت محلها سفناً جديدة.